# Гаваї (округ, Гаваї)
Шаблон:StateAbbr_ 19°35′00″ пн. ш. 155°30′00″ зх. д. / 19.583333333333° пн. ш. 155.5° зх. д.
Гава́ї (англ. Hawaii County) — округ (графство) у штаті Гаваї, США. Ідентифікатор округу 15001. Розташований на острові Гаваї, який є найбільшим за площею. Народна назва — «Великий острів» (англ. Big Island).

## Історія
Округ утворений 1905 року.

## Демографія
За даними перепису
2000 року
загальне населення округу становило 148 677 осіб, зокрема міського населення було 86 814, а сільського — 61 863.
Серед мешканців округу чоловіків було 74 499, а жінок — 74 178. В окрузі було 52 985 домогосподарств, 36 903 родин, які мешкали в 62 674 будинках.
Середній розмір родини становив 3,24 людини.
Віковий розподіл населення поданий у таблиці:
| Стать    | До 15 років | 15-21 | 22-29 | 30-39 | 40-49 | 50-65 | 65-85 | Понад 85 |
| -------- | ----------- | ----- | ----- | ----- | ----- | ----- | ----- | -------- |
| Чоловіки | 16560       | 7465  | 6277  | 9118  | 12717 | 13051 | 8391  | 920      |
| Жінки    | 15171       | 7111  | 6248  | 9584  | 12900 | 12356 | 9596  | 1212     |

## Суміжні округи
- Мауї — північний захід

## Виноски
1. ↑  Population and Housing Unit Estimates. Архів оригіналу за 23 травня 2015. Процитовано 9 травня 2019.
2. ↑  U.S. Decennial Census. Архів оригіналу за 8 лютого 2006. Процитовано 9 грудня 2017.
3. ↑  Hawaii Historical Population 1900-1990. Архів оригіналу за 6 серпня 2013. Процитовано 31 січня 2020.
4. ↑  American FactFinder. Бюро перепису населення США. Архів оригіналу за 21 травня 2008. Процитовано 31 січня 2008.

| США | Це незавершена стаття з географії США. Ви можете допомогти проєкту, виправивши або дописавши її. |